# 米爾頓·伯利

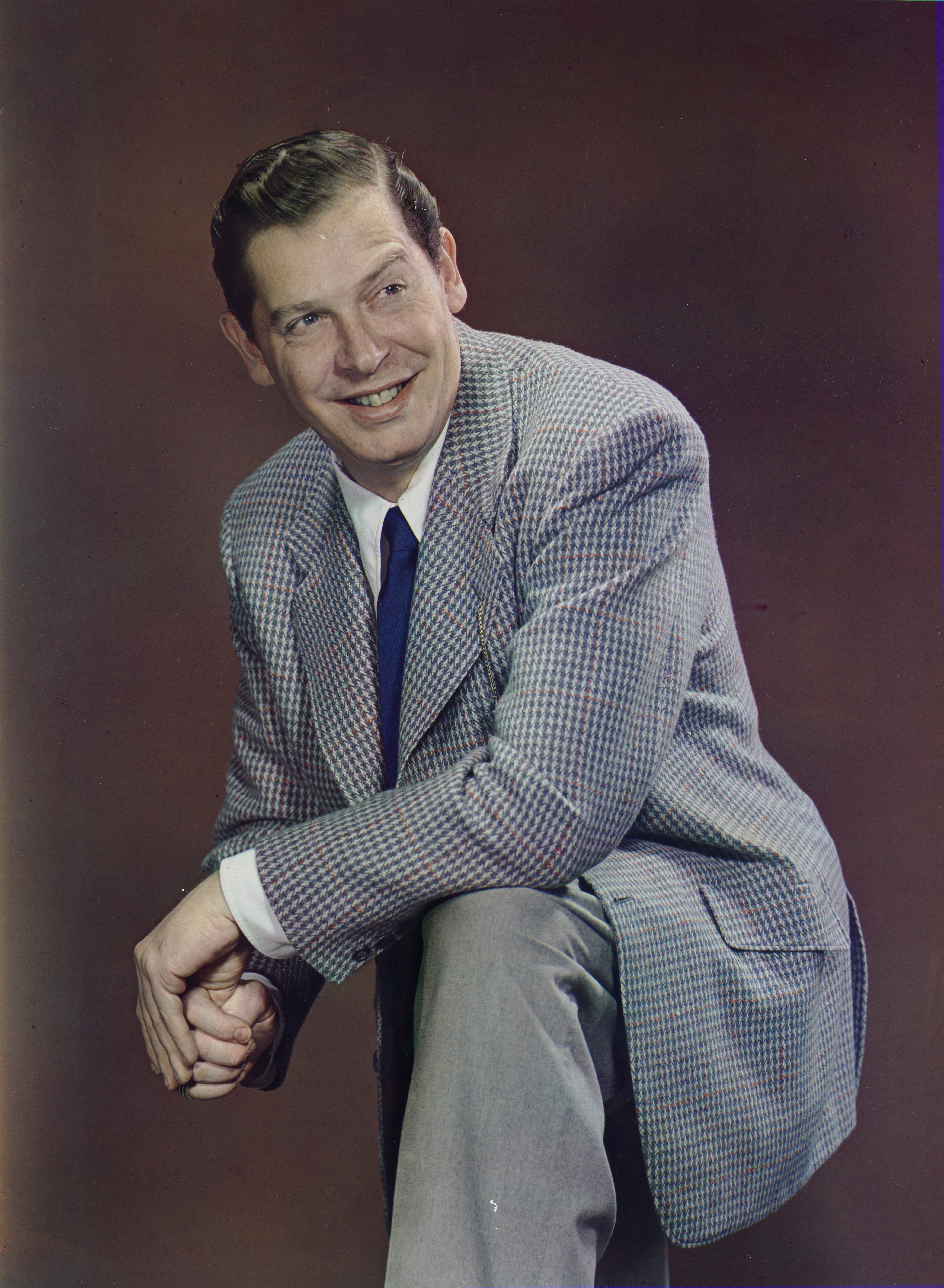
米爾頓·伯利

米尔顿·伯利（Milton Berle，1908年7月12日-2002年3月27日）是一位美国喜剧演员。他最初是默片和儿童演员，后来涉足广播、电影和电视。後來成為全国广播公司的節目主持人。他在好莱坞星光大道上留下了两颗星。1950年，他获得艾美奖最杰出电视人物奖，而他主持的节目也获得艾美奖最佳电视节目奖。 